# Pernå härad
Pernå härad är ett före detta härad i Nylands län i Finland.
Ytan (landsareal) var 3721,9 km² 1910; häradet hade 31 december 1908 58.152 invånare med en befolkningstäthet av 15,6 inv/km².

## Landskommuner
De ingående landskommunerna var 1910 som följer:
- Anjala
- Artsjö, på finska: Artjärvi
- Elimä, på finska: Elimäki
- Itis, på finska: Iitti
- Jaala
- Lappträsk, på finska: Lapinjärvi
- Liljendal, på finska: Liljentaali
- Mörskom, på finska: Myrskylä
- Orimattila
- Pernå, på finska: Pernaja
- Strömfors, på finska: Ruotsinpyhtää

Kuusankoski bildades ur delar av Itis och Valkeala 1921. Anjala, Elimä, Itis, Jaala, Kuusankoski och Valkeala överfördes till det nybildade Kouvola härad 1949, och därmed till Kymmene län.